# Wright (udde)
Wright är en udde i Antarktis. Den ligger i Västantarktis. Argentina, Chile och Storbritannien gör anspråk på området.
Terrängen inåt land är kuperad. Trakten är glest befolkad. Närmaste befolkade plats är Rothera Research Station, 11,6 kilometer söder om Wright.